# Anobostra
Anobostra is een geslacht van vlinders van de familie snuitmotten (Pyralidae), uit de onderfamilie Pyralinae.

## Soorten
- A. albilinealis Hampson, 1917
- A. discimacula Hampson, 1917
- A. punctilinealis Hampson, 1917
- A. radialis Hampson, 1917
- A. signaticosta Joannis, 1927
- A. varians Butler, 1898